# Арнольд Гуннерс
Арнольд Гуннерс (дан. Arnold Gunnersø) — данський священник, учасник руху Опору під час Другої світової війни, визнаний Праведником народів світу Яд ва-Шем за те, що допомагав разом з дружиною Карен єврейським біженцям у данському місті Хенг.
У 1986 року, їх було визнано Праведниками народів світу за організацію та супровід евакуації єврейських біженців з окупованої Німеччиною Данії до нейтральної Швеції. За свої дії Гуннерс отримав медаль і посвідчення від Держави Ізраїль, а його ім'я нанесене на Алею Праведників у Меморіалі Яд ва-Шем в Єрусалимі.